# Coca-Cola Lime

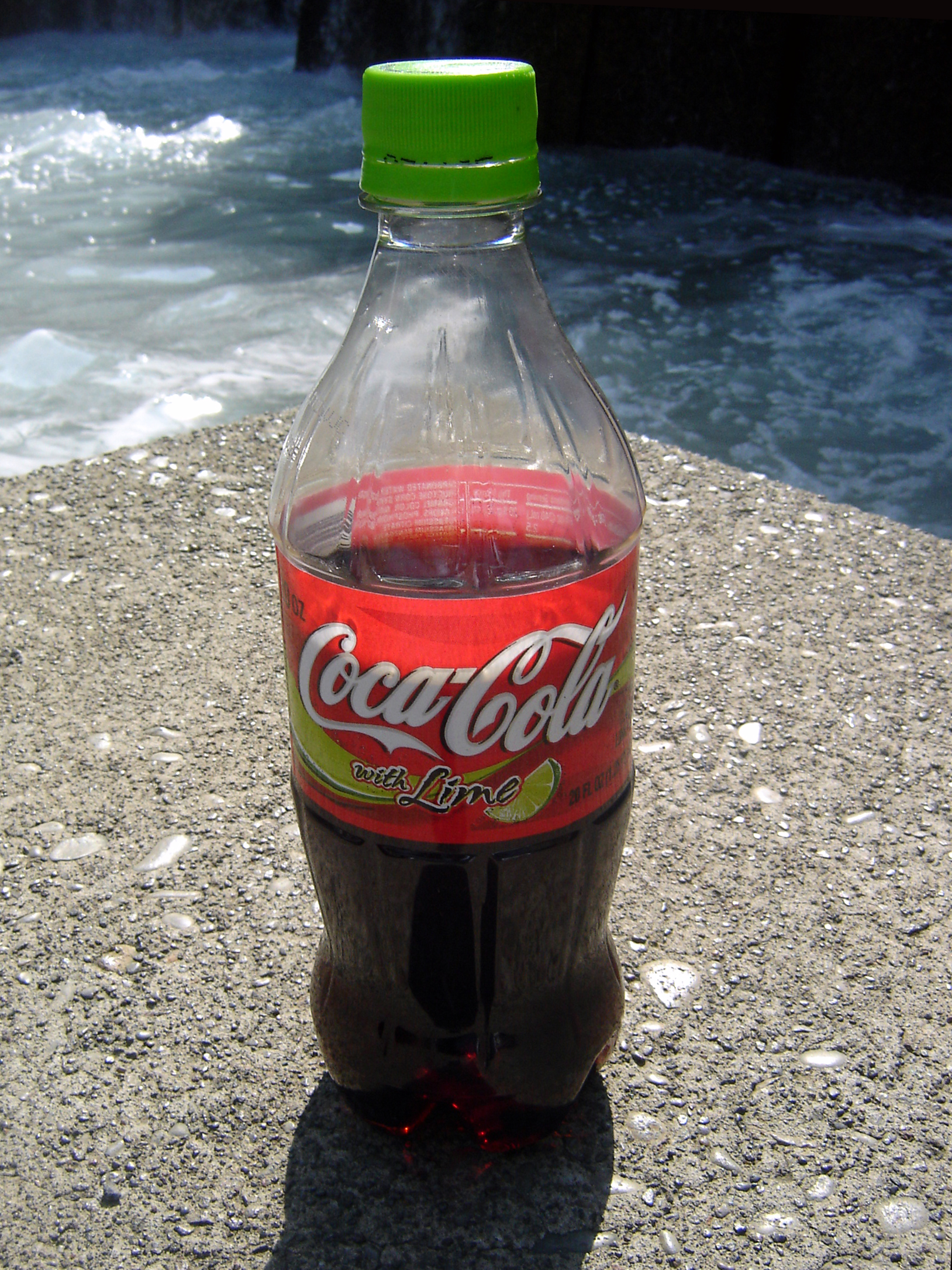
Bottiglia della Coca-Cola Lime

Coca-Cola Lime (nome originale inglese:Coca-Cola with Lime) è una variante della Coca-Cola classica, commercializzata in Nord America nel primo trimestre del 2005. La decisione di introdurre questo nuovo tipo di bevanda, è stata presa nel 2004, grazie alla popolarità raggiunta dalla Diet Coke Lime, a cui era aggiunta alla formula originale l'aroma del lime.

## Pubblicità e distribuzione

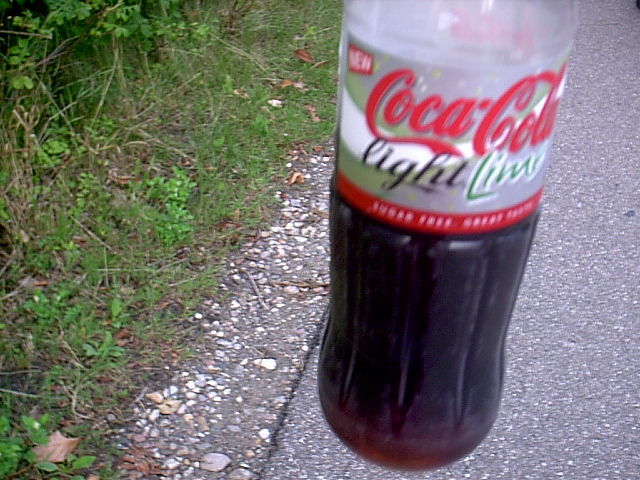
Bottiglia della Coca-Cola Lime light

Il primo annuncio pubblicitario della Coca-Cola Lime è andato in onda sulla rete televisiva americana, Fox, il 7 marzo 2005 durante il programma televisivo American Idol.
La Coca-Cola Lime è disponibile, oltre al mercato statunitense, anche in diversi Paesi Europei tra cui:  l'Inghilterra, la Svezia, i Paesi Bassi, Romania.
La bevanda per brevi periodi è stata anche commercializzata in Irlanda, in edizione limitata, insieme alla versione Diet Coke Lime ed anche in Australia, in breve periodo ritirata, a causa del suo insuccesso.

## Varianti
In Giappone e Nuova Zelanda viene distribuita la Coca-Cola Citra, una variante della Coca-Cola Lime, con l'aggiunta di altri agrumi.